# SIAI-Marchetti S-211
Il SIAI-Marchetti S-211 (più frequentemente indicato anche come S.211) è un aereo da addestramento basico/intermedio italiano con motore a getto, dalla progettazione moderna e avanzata per il periodo in cui fu concepito, specialmente per l'ala a profilo supercritico, il motore turbofan e il largo uso di strutture in materiale composito.
Fortemente voluto dall'allora Direttore Generale SIAI-Marchetti Cav. Fredmano Spairani per il rilancio dell'azienda, fu progettato dall'ufficio tecnico SIAI guidato dagli ingegneri Brena, Frontini e Brembati sul finire degli anni settanta ed effettuò il primo volo il 10 aprile 1981. Fu prodotto in una settantina di esemplari, principalmente per le aeronautiche di Singapore, delle Filippine e di Haiti. Partecipò negli anni Novanta al concorso JPATS (Joint Primary Aircraft Training System) per un nuovo addestratore basico statunitense.
A partire dal 1997 il progetto e lo sviluppo del velivolo passarono ad Aermacchi, in seguito all'acquisizione della SIAI da parte di quest'ultima. Nel 2005, con leggeri aggiornamenti, l'S.211 ha assunto la denominazione M-311 e in seguito ad ulteriori modifiche, nel 2012, fu ridesignato M-345. Proprio l'M-345 è stato indicato a fine 2013 quale successore dell'Aermacchi MB-339, sia come addestratore basico/intermedio per l'Aeronautica Militare, sia quale velivolo delle Frecce Tricolori.

## Storia

### Sviluppo
Concepito intorno alla metà degli anni Settanta, l'S.211 si presentava come un vero e proprio programma aeronautico: basandosi sulle analisi di mercato condotte, la SIAI proponeva infatti di utilizzare da subito, dopo una breve fase di addestramento primario su un economico addestratore ad elica (come l'SF-260 ad esempio), un velivolo a getto versatile, moderno e dai bassi costi di gestione. In questo modo si sarebbe permesso all'allievo pilota di crescere con un solo aereo polivalente, avendo effettuato subito la conversione da elica a jet, e di acquisire quel bagaglio di esperienza che lo avrebbe poi portato in modo più raccordato e meno 'traumatico' alla fase pre-operativa sull'addestratore avanzato, anch'esso ovviamente a jet. Questa formula veniva sintetizzata con lo slogan “prestazioni da jet e costi da turboelica”, ad evidenziare la maggiore qualità addestrativa che un velivolo a jet poteva offrire senza tuttavia rinunciare a quell'indispensabile economia di esercizio richiesta nella fase basica e intermedia.
L'S.211 venne pubblicizzato la prima volta al Salone di Parigi del 1977 sotto forma di modellino in scala. Nel giugno 1979, invece, sempre a Parigi, fu presentato il primo mock-up in scala reale e con alcuni componenti ed equipaggiamenti 'veri' già installati, a dimostrazione dell'avanzamento del programma.
Per i calcoli aerodinamici preliminari e l'ala a profilo supercritico, la SIAI si avvalse della consulenza del Prof. Jan Roskam e del suo staff all'Università del Kansas. L'aerodinamica dell'S.211 fu testata con un modellino in scala 1/5 nella galleria del vento della Boeing.

Un momento del trasporto del prototipo, nei pressi del Castello di Somma Lombardo

Malpensa, 10 aprile 1981. Il prototipo dell'S.211 in volo poco dopo il decollo

Il primo prototipo (immatricolato I-SITF) effettuò il roll-out dal Reparto Sperimentale SIAI di Vergiate nei primi di marzo 1981 e volò la prima volta nel pomeriggio del 10 aprile 1981 con ai comandi il capo collaudatore SIAI-Marchetti Alessandro Ghisleni dall'aeroporto di Malpensa. Il primo volo durò circa venticinque minuti e, non essendoci ai tempi la telemetria, era seguito in volo da un velivolo appoggio SF-260TP con ai comandi il collaudatore Floro Finistauri e l'ingegner Renato Russo. Venne scelta la pista di Malpensa, nonostante la SIAI disponesse della pista dello stabilimento di Vergiate, per maggiore sicurezza, in quanto più lunga e ampia. La decisione di fare il primo volo a Malpensa comportò anche un viaggio di trasferimento del prototipo, su un rimorchio speciale, da Vergiate all'aeroporto.
Il primo esemplare ha sempre volato in configurazione monoposto, in quanto il secondo abitacolo era occupato dal rack FTI (Flight-Test-Instrumentation).
Dal progetto completo consegnato al Reparto Sperimentale per la realizzazione, al volo del primo prototipo trascorsero quattordici mesi, un tempo piuttosto breve. La SIAI-Marchetti andava fiera di questo fatto, come anche l'aver del tutto autofinanziato il programma S.211, nonostante avesse avanzato numerose richieste di sostegno agli specifici fondi statali.
Il 3 ottobre 1981 volò da Vergiate il secondo prototipo (marche civili I-SIJF), questo in configurazione biposto, con ai comandi l'equipaggio Floro Finistauri e Gianni Pastorello.
Nel giugno 1983 fu realizzato il terzo esemplare, che è stato anche il primo (e unico) di pre-serie: infatti i primi due prototipi furono costruiti già 'industrializzati', potendo così avere il terzo esemplare unico di pre-serie e già primo di serie definitiva, e il quarto velivolo realizzato il primo della serie per Singapore, nel 1984. Furono anche questi tempi brevi, considerando le necessarie attività di volo sperimentale per la configurazione aerodinamica definitiva e per lo sviluppo e qualifica degli impianti.

### Impiego operativo
Negli anni Ottanta l'S.211 suscitò l'interesse di numerose aeronautiche. Tuttavia solo Singapore (che nonostante la sua piccola superficie ha sempre avuto un organico militare numeroso, avanzato e moderno), Haiti e le Filippine adottarono l'addestratore SIAI-Marchetti.
Singapore utilizzò in totale 32 esemplari, che hanno iniziato ad essere dismessi a fine 2008.
Le Filippine acquistarono 25 velivoli, buona parte dei quali ancora in servizio sia come addestratori sia in versione da attacco leggero, questi ultimi modificati dalla PAF negli anni Novanta e rinominati AS-211 Warrior, i quali sono stati poi ulteriormente potenziati negli anni Duemila in seguito al ritiro dal servizio degli F-5, con un progetto denominato Project Falcon. L'S.211 è stato usato anche dalla pattuglia acrobatica filippina Red Aces.
I quattro S.211 in possesso all'aeronautica di Haiti invece, dopo lo scioglimento delle forze armate negli anni Novanta, sono stati acquistati dall'aeronautica di Singapore (due esemplari) e da una società privata statunitense (gli altri due, venduti poi a piloti privati).
Sempre negli anni Novanta, quando fu annunciato il concorso JPATS (Joint Primary Aircraft Training System) dagli Stati Uniti per un nuovo addestratore basico, la SIAI-Marchetti aggiornò e migliorò sotto molti aspetti il suo addestratore, che venne rinominato S.211A. Le modifiche furono studiate in collaborazione con l'americana Grumman, in quanto il bando del concorso prevedeva che i velivoli stranieri in gara fossero presentati in joint-venture con una società locale. Partecipò un grandissimo numero di costruttori (anche l'Aermacchi con l'MB-339C in coproduzione con la Lockheed) e infine, nonostante anche l'S.211A rispondesse alle caratteristiche richieste, fu scelto il PC-9 della svizzera Pilatus che entrò in servizio come Raytheon T-6 Texan II. L'S.211 risultò comunque nella selezione USAF primo tra gli addestratori a jet.

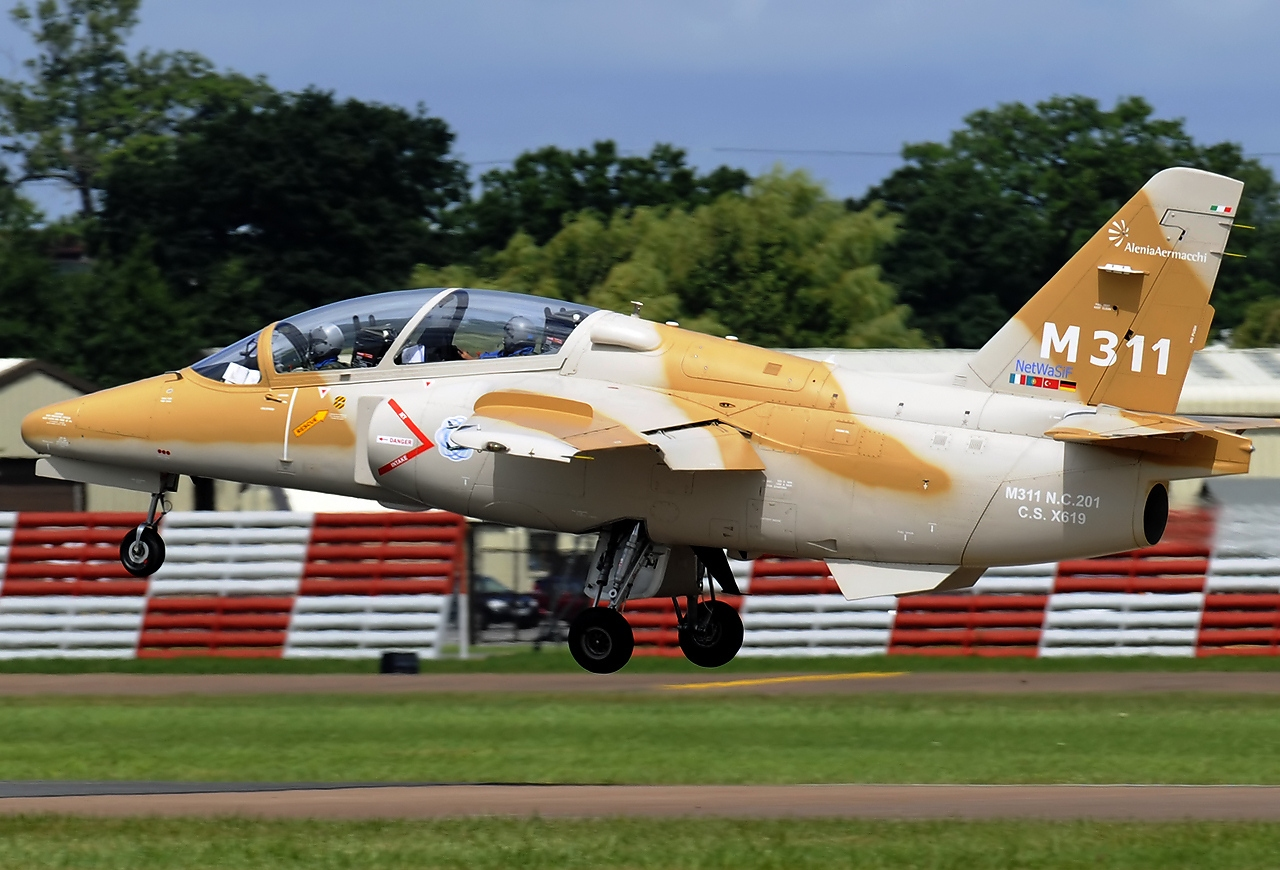
L'M-311 n.c. 201

Quando, nel 1997, l'Aermacchi incorporò la SIAI-Marchetti, acquisì sia il progetto dell'S.211 che alcuni esemplari rimasti. In particolare, l'S.211A immatricolato I-PATS (n.c. 201), costruito appunto per il concorso JPATS, rappresenta proprio l'anello di congiunzione, sia materiale che ideale, tra il SIAI-Marchetti S.211 e l'Aermacchi M-311 (presentato nel 2005) e M-345 (evoluzione dell'M-311 presentato nel 2012). Questo esemplare infatti è usato come 'laboratorio' ed è quello che figura spesso nelle session fotografiche e agli stand dell'azienda varesina ai saloni aeronautici, permettendo così di seguire le modifiche apportate via via.

### L'S.211 oggi
A oggi, oltre ai velivoli ancora in servizio presso l'aeronautica delle Filippine, sono presenti negli Stati Uniti i due esemplari dismessi da Haiti, in possesso a piloti privati e in condizioni di volo. Uno, I-MJET, vola oggi in Italia. I numerosi S.211 dismessi da Singapore, invece, sono stati ceduti ad una società australiana che li ha messi in vendita. Tra questi, alcuni sono tornati in Italia e sono anch'essi in condizioni di volo. Al museo di Volandia a Vizzola Ticino (nei pressi di Malpensa) sono esposti due S.211: uno è il secondo prototipo I-SIJF (riverniciato mimetico sabbia), l'altro è l'esemplare I-SMTE, in livrea JPATS.

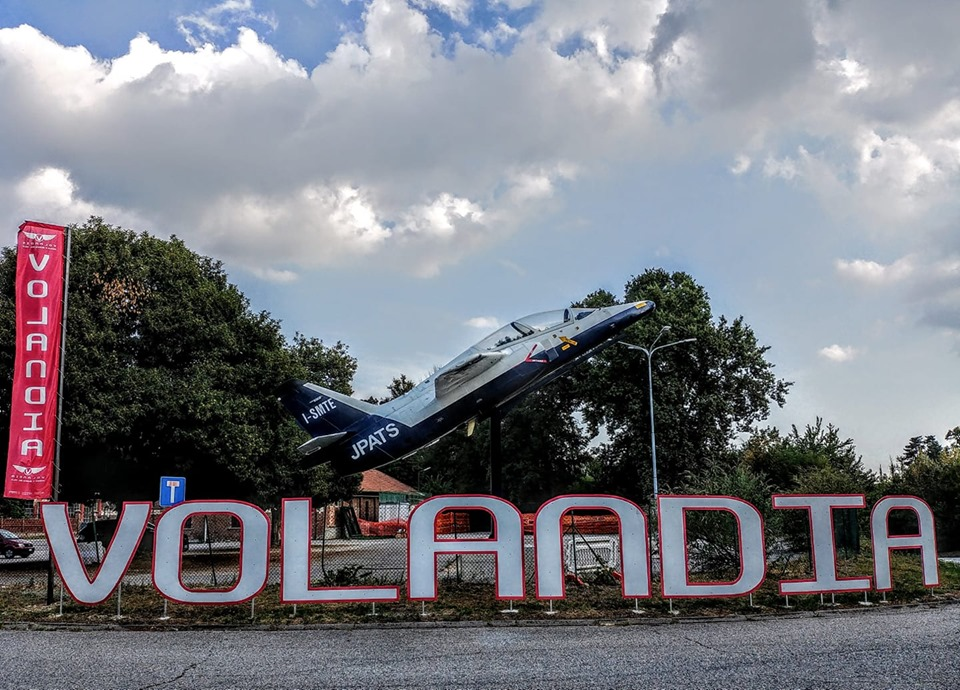
SIAI-Marchetti JPATS che funge da "gate guardian" al Parco e Museo di Volandia

L'S.211 non fu adottato in Italia; l'Aeronautica Militare aveva già in servizio l'MB-339, presentato qualche anno prima (1976) e subito adottato, anche se l'addestratore Aermacchi è di fascia leggermente superiore a quello SIAI-Marchetti, sia in quanto a peso che a prestazioni. L'MB-339 è inoltre di una 'generazione' precedente e di concezione più convenzionale (motore turbogetto e ala dritta, evoluzione dell'MB-326) e più costoso in termini unitari e operativo-manutentivi. Tuttavia la sovrapponibilità in alcuni compiti e per certe fasi addestrative dei due aerei non ha portato a ordinativi in Italia.
Dovendo sostituire gli MB-339 entro il 2017, Aermacchi ha proposto come successore l'evoluzione che ha tratto dall'S.211, l'M-345 HET (High Efficiency Trainer, riproponendo la formula di addestratore basico a jet dai bassi costi di gestione e di acquisto) che ha, rispetto al predecessore, l'avionica digitale, un motore più moderno e alcune lievi modifiche aerodinamiche. L'Aeronautica Militare dovrebbe adottare l'M-345 entro il 2017, il quale andrà in dotazione alle Frecce Tricolori e in sostituzione agli altri MB-339.
Sembra però che il progetto M-345 abbia subito un arresto di percorso, dovuto anche al fatto che non verrà impiegato questo velivolo per le Frecce Tricolori, ma l'M-346.

## Tecnica
Il velivolo ha una lunghezza di 9,50 m, i due posti sono in tandem, per ridurre la sezione dell'aereo e per riprodurre un ambiente di pilotaggio simile a quello operativo. L'abitacolo è climatizzato, pressurizzato e i seggiolini sono Martin Baker MK 10 eiettabili zero-zero. I posti sono scalati (di circa 28cm) per permettere la visibilità sia all'istruttore, sistemato posteriormente, che all'allievo.
L'avionica tipica comprende la radio VHF/UHF e il sistema di navigazione VOR-ILS/TACAN, ADF, AHRS (HSI, ADI), ATC/IFF, ma poteva essere personalizzata con specifiche richieste dall'acquirente.
L'ala è in posizione alta; le prese d'aria sono poste sotto ad essa e leggermente in avanti, in corrispondenza circa del secondo abitacolo e hanno sezione a “D” con una 'lama' antiscorrimento. La linea dorsale, dal secondo abitacolo alla coda, è rettilinea e leggermente inclinata in basso.
In fase di progettazione fu preferita l'ala in posizione alta perché permetteva, secondo le stime, una migliore manovrabilità e un migliore recupero da assetti inusuali o pericolosi, come la vite, ad esempio; ed inoltre per preservare la pulizia aerodinamica, avendo le prese d'aria al di sotto di essa e gli sportelli carrello nella fusoliera; risultava inoltre facilitata anche l'installazione di eventuali carichi sub-alari. Il profilo alare supercritico fu scelto per avere alti valori di portanza senza eccessiva penalizzazione aerodinamica (e quindi consumi ridotti) ed evitare, grazie al suo caratteristico spessore, l'insorgere di turbolenze a elevate velocità, mantenendo al contempo ottime qualità alle basse (lo stallo avviene, ad esempio, a 155km/h con i flap abbassati).
L'ala presenta una particolare struttura ad elementi incollati (quindi con poche rivettature e inchiodature) che permette un buon risparmio di peso, una resistenza del metallo migliorata e minori probabilità di perdite carburante. L'ala stessa fa da serbatoio di carburante (detta “ala bagnata”): la struttura ad elementi incollati permette di non avere ulteriori 'sacche' di contenimento, ma è il sigillante che ne determina la tenuta; il serbatoio centrale è posizionato subito dietro il seggiolino posteriore. La capacità totale interna è quindi di circa 800 litri, a cui si possono aggiungere quasi 600 litri in serbatoi ausiliari esterni.
La freccia alare è di circa 19° sul bordo d'attacco e 4° su quello di uscita, gli impennaggi sono cruciformi, con coda a freccia e piani orizzontali, anch'essi con leggera freccia, leggermente più in alto rispetto all'ala.
Il carrello, interamente confinato nella fusoliera, è in configurazione triciclo anteriore.
Il motore è un turbofan Pratt&Whitney JT15D-4C; era un motore moderno ed economico, ampiamente collaudato nella versione civile '-1' sui Cessna Citation. La versione in uso sull'S.211 è la '-4C', militare, che ha l'involucro irrobustito, l'impianto di lubrificazione che consente il volo rovescio prolungato e il controllo elettronico dell'alimentazione; ha una spinta massima di circa 1250 kg e di 950 kg in spinta continua in quota. È un motore efficiente, a doppio flusso, e capace di un basso consumo specifico, grazie al tasso di diluizione 3,3:1, pari a circa 15,92 mg/N (0,56 kg:Kg/s), cioè valori molto minori rispetto ai turbogetti puri, più diffusi in quegli anni, e anche a molti altri turbofan. 

In grigio scuro, le parti realizzate in materiale composito

Lungo la fusoliera, in corrispondenza del motore, sono ricavati alcuni sportelli per poter facilitare e velocizzare l'ispezione e la manutenzione.
Molti componenti del velivolo sono realizzati in materiali compositi, come ad esempio le prese d'aria e i condotti interni delle stesse, i portelli carrello, i tip alari e del timone, le finestrelle per l'ispezione motore, la copertura del cono di scarico e molti altri particolari.
In termini di armamento non ci sono dotazioni interne, essendo in effetti un velivolo pensato principalmente per la fase addestrativa e dalle dimensioni ridotte. I piloni alari hanno una portata di 165 kg e quelli interni di 330 kg, il carico massimo è comunque indicato in un totale di 660 kg. Sui piloni si possono installare, ad esempio: un cannone da 20 mm, una mitragliatrice da 12.7 mm, una da uno/due proiettili da 7.62 mm, bombe di vario tipo, missili aria-terra o aria-aria, lanciarazzi o anche strumentazioni per fotoricognizione o altre missioni particolari; possono essere installati ovviamente anche serbatoi ausiliari o impianti fumogeni. È poi presente un quinto attacco sotto alla fusoliera, pensato principalmente per un gun pod.
L'aereo ha discrete prestazioni generali, adeguate ad un addestratore. Le velocità di decollo e atterraggio non sono molto elevate, con buona stabilità e manovrabilità per permettere sicurezza operativa. Lo stallo è progressivo e corretto e si recupera facilmente da assetti inusuali o pericolosi. Ha complete capacità acrobatiche. Nel dettaglio, le prestazioni sono: decollo in 500 m e atterraggio in circa 700 m, con ostacolo di 15 m in tutti e due i casi; velocità di stallo 155 km/h con i flap estesi; fattore di carico limite +6/-3 g e continuativo di 3,5 g; rateo di salita 21,4 m/s. L'autonomia interna consente 3,5 ore di volo in quota. La tangenza è di 12.200 m. La velocità di crociera a 6.000 m è 667 km/h mentre quella in picchiata arriva a 740 km/h (0,8M).
Le prestazioni sono quindi nell'ambito in cui si pone il velivolo, cioè una via di mezzo tra i turboelica e un aereo da addestramento intermedio-avanzato.
Un'altra caratteristica chiave che la SIAI metteva in evidenza, oltre all'economia di esercizio e manutentiva, era l'affidabilità. 

L'aereo in volo

## Versioni

### S.211
Prima versione del velivolo; costruiti due prototipi e un esemplare di pre-serie, 60 esemplari circa per Singapore, Filippine e Haiti (furono costruiti anche quattro esemplari ordinati dall'Uganda, ma mai consegnati, forse per problemi di pagamento) più alcuni esemplari usati come dimostratori.

### S.211A

L'S.211A

Aggiornamento dell'S.211 per il concorso americano JPATS studiato a fine anni Ottanta-inizio anni Novanta insieme alla Grumman. Furono introdotte circa un centinaio di migliorie, tra le più importanti: motore Pratt&Whitney JT15D-5C, alette stabilizzatrici nella zona posteriore della fusoliera, prese d'aria e 'lama' di separazione più grandi e con un profilo diverso, un sistema EFIS della Collins, gambe carrello alleggerite, steering idraulico, nuovi tip alari, nuovo impianto idraulico, impianto di condizionamento migliorato, rinforzato lo stabilizzatore, attacchi e fissaggio ala in zona fusoliera migliorati, sistema di eliminazione vibrazioni dello stabilizzatore in affondata, aumentata ancora di più l'accessibilità e la semplificazione manutentiva (richieste specifiche del concorso JPATS, come per esempio l'operazione del run to run: da velivolo con motore in moto, spegnerlo, sostituire il motore e rimettere in moto; sull'S.211A era svolto in 35 minuti sui 45 richiesti dalla specifica) e molte altre piccole modifiche.
Grazie al motore “-5C”, con spinta di 1450 kg e dal consumo migliore del 3% (specifico, ovvero relativo alla spinta erogata), le prestazioni sono migliorate: velocità massima 740 km/h a 7.600 m, picchiata 980 km/h, tangenza 12.800 m, fattore di carico +7/-3 g, rateo di salita 26 m/s. Ne risentì leggermente l'autonomia con una perdita di circa 15 minuti. Due esemplari costruiti.

### Aermacchi M-311
Nuova versione dell'S.211A, aggiornata e presentata da Aermacchi nel 2005. La differenza principale è nell'avionica, completamente digitale con glass cockpit ed Head Up Display. È stato anche aggiunto un faro sul musetto.

### Alenia Aermacchi M-345 HET
Ultima evoluzione, presentato da Alenia Aermacchi nel 2012 e indicato nel come successore dell'MB-339. Oltre all'avionica digitale già presente dall'M-311 sono previste altre modifiche, come ad esempio tettuccio e seggiolini in comune con l'addestratore avanzato M-346, musetto più allungato e un motore più moderno, sempre turbofan, con spinta di 1600kg (Williams FJ44-4M).

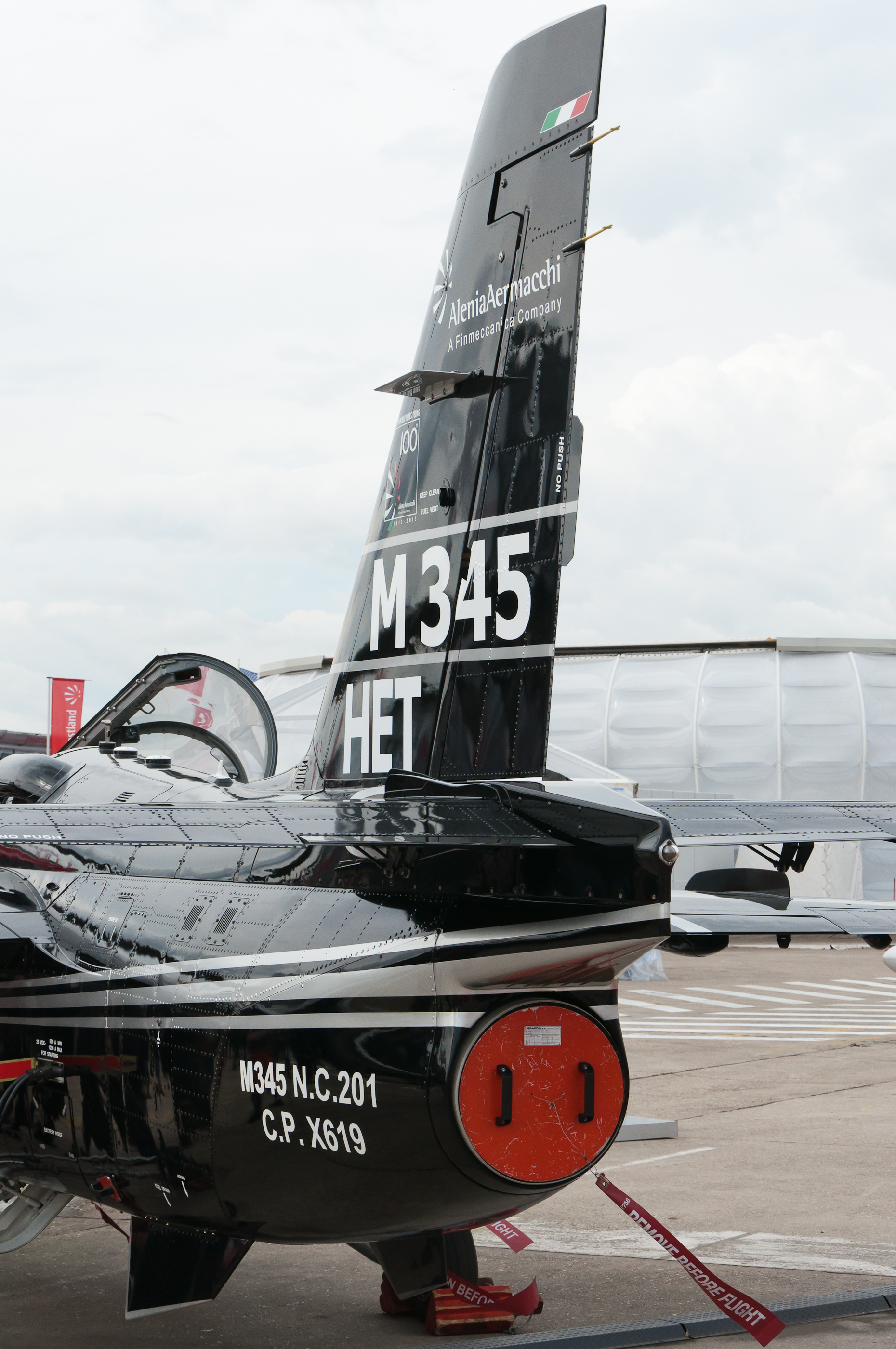
L'Alenia Aermacchi M-345 HET (dimostratore n.c. 201)

## Utilizzatori

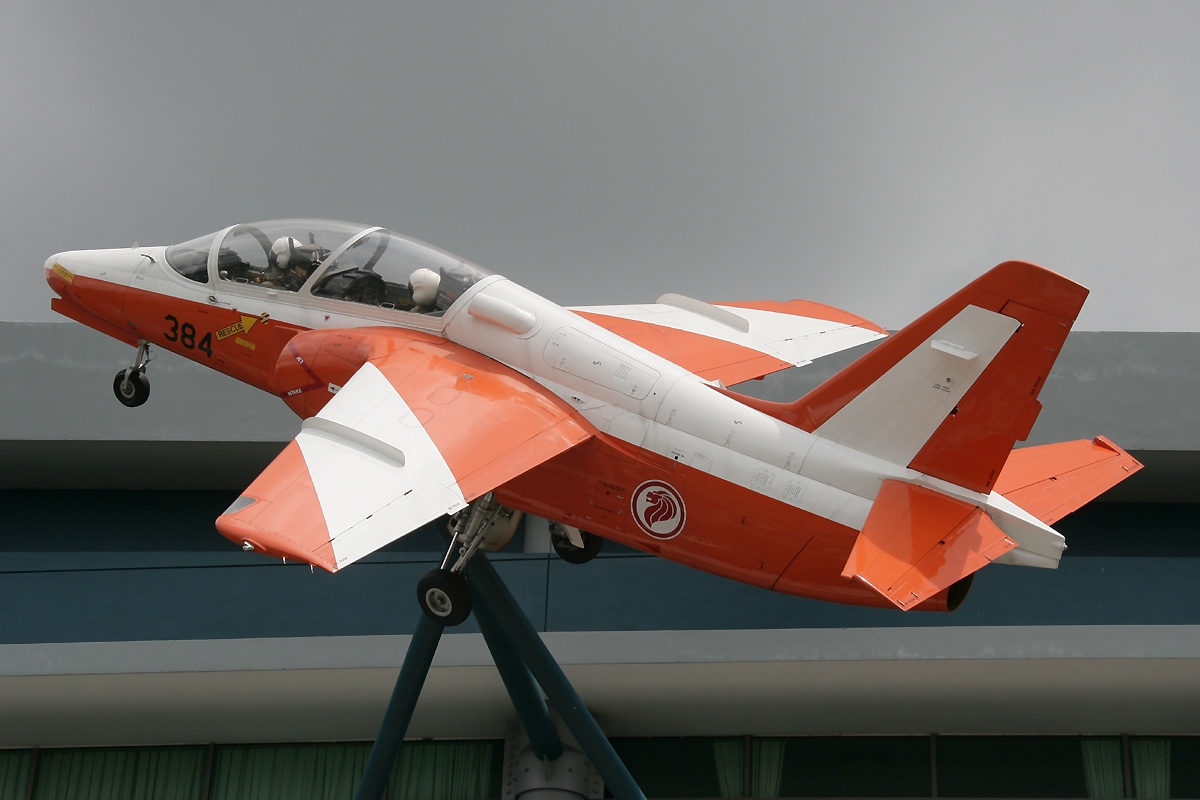
Un S.211 esposto all'esterno del museo dell'aeronautica di Singapore

Singapore
- Angkatan Udara Republik Singapura

32 velivoli in dotazione al 130º e 131º Gruppo. Dopo che a fine 2008 iniziarono ad essere dismessi, quattro di questi sono in esposizione per uso istituzionale/educativo.
 Filippine
- Hukbong Himpapawid ng Pilipinas

Furono acquisiti in due lotti, tra il 1989 ed il 1994, 25 esemplari, parte dei quali furono riconfigurati come AS-211 Warrior dotandoli di parte dei sensori e dei sistemi d'arma recuperati dagli F-5 dimessi nell'ambito del programma FALCON UNIFORM. Al febbraio 2020 ne restano in servizio 3 esemplari.
 Haiti
- Haiti Air Corps

4 velivoli dismessi e messi in vendita negli anni novanta.

## Modellismo
L'unico kit in plastica esistente dell'S-211 è prodotto dalla Kovozavody Prostejov (KP) in scala 1:72, ne sono state commercializzate quattro scatole, due dedicate agli S-211, una all'M-311 e un'altra all'M-345.